# Эфир (фильм)
Эфир (пол. Eter) — драматический мистический фильм-триллер 2018 года, поставленный польским режиссером Кшиштофом Занусси по собственному сценарию. Фильм создан в копродукции Украины, Польши, Венгрии и Литвы при поддержке Государственного агентства Украины по вопросам кино, Польского Института и Министерства культуры Польши, Венгерского и Литовского киноинститута. Мировая премьера состоялась 20 сентября 2018 года в Варшавском международном кинофестивале, где он принимал участие во внеконкурсной программе «Специальные показы».

## Сюжет
Действие фильма разворачивается в начале Первой мировой войны в Австро-Венгерской империи, в которую входила на то время часть Украины.
На окраине Российской империи врач дает смертельную дозу эфира молодой женщине, которую хочет соблазнить. По подозрению в покушении на убийство и изнасиловании ему грозит смертная казнь, или ссылка в Сибирь и, в последний момент, врачу удается спастись. Он убегает и находит работу в австро-венгерской крепости, где продолжает свои эксперименты с эфиром, цель которых — не только облегчение боли, но и манипуляция поведением человека. Открыто провозглашая свои атеистические взгляды, врач часто говорит о преимуществе и ключевую роль науки. Исследования эфира для него превыше всего: он проводит эксперименты со своим помощником Тарасом, а после совещания у коменданта крепости начинает незаконную шпионскую деятельность для финансирования дальнейшей работы. После разоблачения такой активности врача, он пытается совершить самоубийство с помощью эфира, но это не дает результата. В конце концов, ему выносят смертный приговор.